# کتولی
کَتولی یکی از مهم‌ترین سبکهای موسیقی آوازی مازندران است. «کتول» به چم «بالا»، «بلندی» و همچنین «بزرگ» یا «دراز» در تبری به کار رفته‌است. همچنین آن را از سانسکریت به چم «نگهبان قلعه» و از واژهٔ تبری «شیب» نیز می‌دانند. کتولی سه مقام آوازی دارد. بخش نخست آن در متریک آزاد و بخش سوم کاملاً متریک است. بخش دوم از لحاظ متریک بین آندو قرار دارد. سه مقام کتولی، با نامهای «هرایی»، «راسته مقام» و «کله کش» خوانده می‌شود.